# 北江铁线蕨
北江铁线蕨（学名：Adiantum chienii）为铁线蕨科铁线蕨属下的一个种。